# Паралакс
Паралакс е термин, който характеризира видимото изместване на положението на един наблюдаван обект, дължащо се на неговото наблюдение от две различни точки.

## Звезден паралакс
Звездният паралакс се вижда, когато гледаме дадена звезда от двете противоположни страни на орбитата на Земята при обикалянето ѝ около Слънцето. Или казано по друг начин: ако се намираме на тази звезда и измерим ъгъла между лъчите, които водят от нея до двете противоположни страни на орбитата на Земята, то този ъгъл се нарича паралакс.
Ако се наблюдава позицията на една и съща близка звезда в продължение на няколко месеца, ще се установи, че тя е променила положението си спрямо останалите звезди. Всъщност не звездата, а Земята се е изместила по своята орбита около Слънцето. В резултат на това ъгълът, под който наблюдаваме звездата, е различен през различни моменти в годината. Измервайки този ъгъл, наречен паралакс, може да се определи на какво разстояние се намира звездата от нас. Паралаксът има малка стойност – от порядъка на части от 1'' (една ъглова секунда) за близките звезди и намалява много за звездите, които са на по-големи разстояния. Знаейки паралакса P (в ъглови секунди) на дадена звезда, може да се определи на какво разстояние се намира от Земята по следната формула:
d = 1 / P,
където d е разстоянието в парсека. За пример: паралаксът на Проксима от Кентавър e P=0.76, и за разстоянието до нея се получава d=1.3 пс или 4.2 св.г.
Определянето на разстояния с използването на паралакса е възможно за звезди, отдалечени до 100 парсека (прибл. 326 св. год.) от Земята при наземно наблюдение. По-големи разстояния по този метод е трудно да се определят, заради малките промени в паралакса на наблюдаемия обект.

## Паралакс в оптиката
Паралакс е наличен при фотоапаратите с отделен визьор. Образът, наблюдаван през визьора, който е встрани от обектива, е малко по-различен от заснетия от обектива, т.е. разликата в кадъра при снимки с преден план, се получава поради разликата в разположението на обектива и визьора.

## Паралакс при стрелкови измерителни уреди
Наблюдаването на показание на стрелкови измервателен прибор под определен ъгъл, води до грешка в отчитането на действителната стойност на измерваната величина. За елиминиране на тази грешка се правят огледални скали. Огледалната скала позволява да се извършва измерването при съвпадение на двата образа – този на стрелката и на нейния огледален образ, което означава че винаги наблюдението при измерване се прави под един и същи ъгъл.